# Церковь Спаса Преображения (Ермаковская)
Церковь Спаса Преображения (Храм Преображения Господня, Спасо-Преображенский храм) — православный храм в станице Ермаковская Тацинского района Ростовской области; относится к Волгодонской и Сальской епархии, Белокалитвенское благочиние.

## История

### Старая церковь
После заселения станицы Ермаковской встал вопрос о строительстве церкви, которая была построена в 1882 году и получила название Преображенской. Деньги на создание храма собирались всем миром — жителями станицы и близлежащих хуторов. Здание церкви было деревянное, покрытое листовым железом. Она имела два придела: правый — в честь Владимирской иконы Богоматери и левый — в честь Архистратига Михаила. Колокольня храма тоже была деревянной. Церковь относилась к Большинскому благочинию Донской епархии; в её приход вошли хутора — Херсонский, Нижне-Кольцов, Верхне-Кольцов, Шарапаев-Греков, Фоминский, Усть-Фоминский, Таловский, Исаевский, Сергеев, Николаевский, Верхний Янов, Греков и Дьяконов. В 1918 году церковь сгорела, богослужения в станице прекратились.

### Новая церковь
5 мая 2011 года на территории парковой зоны станицы состоялась торжественная закладка храма Спаса Преображения. В праздничном мероприятии, на котором в основание строящейся церкви (на месте сгоревшей) была заложена капсула с памятной грамотой, приняли участие Губернатор Ростовской области Голубев В. Ю. (уроженец этой станицы), архиепископ Ростовский и Новочеркасский Пантелеимон, руководители района, главы поселений и жители Тацинского района.
Торжественное открытие и освящение Храма Преображения Господня состоялось 21 октября 2012 года, на котором также присутствовал Губернатор Василий Голубев, митрополит Ростовский и Новочеркасский Меркурий, другие представители духовенства, а также жители и гости станицы Ермаковской. Чин освящения совершил епископ Волгодонский и Сальский Корнилий. По приглашению епископа Корнилия в торжественном мероприятии также принял участие епископ Шахтинский и Миллеровский Игнатий.
19 августа 2013 года, в праздник Преображения Господня, глава Волгодонской епархии епископ Волгодонский и Сальский Корнилий совершил Божественную Литургию в храме Преображения Господня станицы Ермаковской. По окончании литургии епископ Корнилий поздравил всех с престольным праздником и выразил благодарность Губернатору Ростовской области — Василию Голубеву, Главе Тацинского района — Николаю Кошелеву за участие в создании храма, а также вручил благодарственное письмо и икону с образом Пресвятой Богородицы благотворителю храма — директору сельскохозяйственного «Заря» — Герману Шарафаненко.
Настоятель храма — иеромонах Филипп (Лукьянов).